# Circus (FictionJunction YUUKAのアルバム)
『circus』（サーカス）は、FictionJunction YUUKAの2枚目のオリジナルアルバム。初回限定盤に付属のDVDには、「Silly-Go-Round」「荒野流転」「romanesque」のプロモーションビデオが収録されている。

## 収録曲
1. circus
2. aikoi
  - （テレビアニメ『ツバサ・クロニクル』挿入歌）
3. Silly-Go-Round
  - （テレビアニメ『.hack//Roots』オープニングテーマ、リマスタリング）
4. blessing
5. 荒野流転 〜Full Size Mix
  - （Webアニメ『幕末機関説 いろはにほへと』オープニングテーマ、アルバムバージョン）
6. よろこび
7. 光る砂漠
8. romanesque 〜Full Size Mix
  - （テレビアニメ『エル・カザド』エンディングテーマ、アルバムバージョン）
9. ピアノ
10. 六月は君の永遠
11. 焔の扉
  - （テレビアニメ『機動戦士ガンダムSEED DESTINY』挿入歌）
12. angel gate
  - （ミュージカル『ANGEL GATE』テーマソング）